# Országos Magyar Sajtókamara
Az Országos Magyar Sajtókamara a Horthy-rendszer végső jobbratolódása idején, a második világháború előestéjén a magyar sajtó totális ellenőrzése céljára létrehozott szervezet volt. A háború végén feloszlatták.

## Előzmények
1923-ban azok a magukat jobboldali és keresztény gondolkodásúnak nevező újságírók, akik úgy tartották, hogy az akkori ellenforradalmi rendszer sajtótörvénye túlságosan engedékeny az olyan „nemzetellenes” orgánumokkal, mint a Népszava és Az Est Lapok, megalakították a Pátria Klubot. A korabeli kormányok részéről is több elképzelés született a sajtótörvény szigorítására. Az 1932-ben hivatalba lépő Gömbös Gyula 95 pontos Nemzeti Munkatervében így fogalmazott: „A sajtószabadság fenntartása nemzeti érdek addig a határig, amíg a sajtó valóban a nemzet érdekeit szolgálja.” Ennek megfelelően szorgalmazta a kormány befolyásának erősítését és a cenzúra bevezetését. A sajtóreform tervezetei mögött jelentős részben az úgynevezett zsidó befolyás faji alapon történő visszaszorítása rejtőzött.
1937. március 15-én Baranyay Lajos, a Központi Sajtóvállalat vezérigazgatója ünnepi beszédében kiemelte: „Aki azért kapaszkodik a sajtószabadság jogaihoz, mert ezzel a nagy joggal embertársai kárára és a maga hasznára akar dolgozni, az ellenfél, és keményen szembeszállunk vele”.

## Története
A testület az 1938: XV. tc., az úgynevezett első zsidótörvény 2. §-a alapján, illetve az előbbi nyomán hozott 1938. augusztus 28-i rendelet értelmében került felállításra. Működését 1939. június 23-án kezdte meg. Székhelye a Budapest VI., Andrássy út 101 szám alatti egykori Schanzer-villa lett, ami később a MÚOSZ székháza lett és a Magyar Sajtó Házának nevezték. A kamara hivatalos kiadványa a Magyar Sajtó volt.
A törvény szerint „lap kiadója, szerkesztője, vagy  alapnak állandó munkaviszonyban álló munkatársa csak az lehet, aki a sajtókamara tagja”. Megszabták azt is, hogy a kamara tagjainak maximum 20%-a lehet zsidó származású. Két nappal később az újságok megjelentetését miniszterelnöki engedélyhez kötötték. A következő fél év során 411 sajtóorgánum szűnt meg.
A kamara felállításának előkészítésével Traeger Ernő kormánybiztost bízták meg, de ő betegségre hivatkozva lemondott, helyére az év végén Kolosváry-Borcsa Mihályt nevezték ki. Decemberben elfogadták a második zsidótörvényt is, ennek értelmében a kamara zsidó tagjainak arányát 6%-ra csökkentették, és nem lehettek többé felelős vezetői semmiféle időszaki kiadványnak.
1939 elején kezdődött meg csak a kamarai felvételi kérelmek elbírálása. Kolosváry-Borcsa a csúszást azzal indokolta, hogy időközben „egész sereg felvételi kérvény vált időszerűtlenné”. A kamara júniusi indulásakor 1572 taggal rendelkezett, közben 1863 kérelmet utasítottak el. Miniszteri rendeletben rögzítették, hogy 1939. szeptember 1-től csak kamarai tagok végezhetnek bármilyen újságírói munkát. Egyébként ekkor, a háború kitörése miatt, hivatalosan bevezették a cenzúrát is.
A kamara tevékenységének egyik leglátványosabb következménye a befolyásos Est konszern szétverése volt. Gombaszögi Frida színésznőnek, az alapító tulajdonos Miklós Andor özvegyének havi háromezer pengő járadék és néhány részvény fejében át kellett adnia az államnak az egész sajtóbirodalmat. A legrégebbi magyar napilapot, a Pesti Naplót megszüntették, a Magyarországból és a „Pestre” átnevezett Az Estből pedig a kormányt támogató újságokat csináltak.
A kamara tevékenysége a zsidók kiszorítása mellett nagyrészt jobboldali, németbarát propagandatevékenységből állt, amit a kormányzat jóléti intézkedésekkel is honorált, többek között újságírói minimálbéreket állapítottak meg. Kolosváry-Borcsa a magyar hadbalépés előtt fellépett még a cenzúra ellen is, mivel Ullein-Reviczky Antal, Bárdossy László bizalmi embere, aki a sajtóellenőrzés főnöke volt, ellenezte Magyarország belépését a háborúba, és ennek megfelelően elnyomta a szélsőjobboldali sajtó háborúpárti megnyilvánulásait. Mint Ullein-Reviczky emlékirataiban megjegyezte, ebben az időben a liberális ellenzék sajtója közelebb állt a kormányhoz, mint saját lapjainak a többsége. A kamara feladata lett aztán a haditudósítók kiválasztása és kiküldése is.